# Championnats de France d'athlétisme 2023
Navigation
Championnats 2022 Championnats 2024
Les Championnats de France d'athlétisme « Élite » 2023 se déroulent du 28 au 30 juillet 2023, au Stadium municipal d'Albi.
Le club local ECLA Albi, accueille pour la cinquième fois les championnats de France d'athlétisme en plein air après 2008, 2011, 2018 et 2020.

## Programme
38 épreuves figurent au programme de cette compétition (19 masculines et 19 féminines).
| Finales | 28 juillet                                                                             | 29 juillet | 30 juillet |
| ------- | -------------------------------------------------------------------------------------- | --- | --- |
| Hommes  | 100 m, 5 000 m, lancer du disque, lancer du marteau, triple saut, décathlon (1er jour) | 200 m, 110 m haies, 400 m haies, 800 m, 3 000 m steeple, saut en longueur, saut en hauteur, lancer du javelot, décathlon (2e jour) | 400 m, 1 500 m, saut à la perche, lancer du poids, 10 km marche                                                                  |
| Femmes  | 3 000 m steeple, 5 000 m, lancer du disque, lancer du marteau                          | 100 m, 400 m, 1 500 m, saut à la perche, triple saut, lancer du poids, heptathlon (1er jour)                                       | 200 m, 800 m, 100 m haies, 400 m haies, saut en hauteur, saut en longueur, lancer du javelot, 10 km marche, heptathlon (2e jour) |

## Résultats

### Hommes
| Épreuves                       | Or                                       | Argent                                  | Bronze                                  |
| ------------------------------ | ---------------------------------------- | --------------------------------------- | --------------------------------------- |
| 100 m (vent : - 0,3 m/s)       | Mouhamadou Fall 10 s 14                  | Ryan Zézé 10 s 14 (PB)                  | Pablo Matéo 10 s 24                     |
| 200 m (vent : + 2,3 m/s)       | Ryan Zézé 20 s 32                        | Mouhamadou Fall 20 s 38                 | Méba-Mickaël Zézé 20 s 66               |
| 400 m                          | Téo Andant 45 s 60                       | David Sombé 45 s 68                     | Gilles Biron 46 s 05                    |
| 800 m                          | Gabriel Tual 1 min 47 s 84               | Yanis Meziane 1 min 48 s 02             | Thomas Marques de Andrade 1 min 48 s 61 |
| 1 500 m                        | Azeddine Habz 3 min 40 s 20              | Maël Gouyette 3 min 40 s 47             | Arthur Gervais 3 min 40 s 56            |
| 5 000 m                        | Jimmy Gressier 13 min 23 s 56 (CR)       | Etienne Daguinos 13 min 31 s 78         | Fabien Palcau 13 min 32 s 57            |
| 110 m haies (vent : + 2,3 m/s) | Sasha Zhoya 13 s 01                      | Wilhem Belocian 13 s 07                 | Just Kwaou-Mathey 13 s 19               |
| 400 mètres haies               | Wilfried Happio 48 s 72                  | Ludvy Vaillant 48 s 84                  | Jordan Terrasse 50 s 52                 |
| 3 000 m steeple                | Djilali Bedrani 8 min 24 s 87            | Nicolas-Marie Daru 8 min 26 s 53        | Yoann Kowal 8 min 30 s 46 (SB)          |
| 10 km marche                   | Gabriel Bordier 39 min 2 s (PB)          | Aurélien Quinion 40 min 16 s (PB)       | Kévin Campion 40 min 24 s (SB)          |
| Saut en hauteur                | Charlotte Richard 2,13 m                 | Mohammed-Ali Benlahbib 2,13 m (SB)      | Kristen Biyengui 2,13 m                 |
| Saut à la perche               | Thibaut Collet 5,71 m                    | Baptiste Thiery 5,51 m                  | Medhi-Amar Rouana 5,31 m                |
| Saut en longueur               | Jules Pommery 8,12 m (+ 2,4 m/s)         | Dreyfus Gbadjale 8,04 m (+ 2,0 m/s, PB) | Erwan Konaté 8,02 m (+ 2,8 m/s)         |
| Triple saut                    | Jean-Marc Pontvianne 16,75 m (+ 0,6 m/s) | Enzo Hodebar 16,73 m (- 1,1 m/s, SB)    | Jonathan Seremes 16,50 m (+ 1,0 m/s)    |
| Lancer du poids                | Fred Moudani-Likibi 19,84 m              | Stephen Mailagi 18,51 m                 | Yann Moisan 18,41 m                     |
| Lancer du disque               | Tom Reux 59,88 m                         | Willy Vicaut 56,39 m (SB)               | Marc-Alexandre Delin 55,72 m            |
| Lancer du marteau              | Yann Chaussinand 76,84 m                 | Enguerrand Decroix-Têtu 73,76 m         | Jean-Baptiste Bruxelle 70,51 m          |
| Lancer du javelot              | Rémi Conroy 77,50 m                      | Lukas Moutarde 77,23 m (SB)             | Teuraiterai Tupaia 76,24 m (SB)         |
| Décathlon                      | Makenson Gletty 8 279 pts (PB)           | Arthur Prevost 7 609 pts (SB)           | Matthieu Gudet 7 559 pts (PB)           |

### Femmes
| Épreuves                            | Or                                                 | Argent                                    | Bronze                                    |
| ----------------------------------- | -------------------------------------------------- | ----------------------------------------- | ----------------------------------------- |
| 100 m (vent : + 1,8 m/s)            | Mallory Leconte 11 s 23 (PB)                       | Cynthia Leduc 11 s 32 (SB)                | Hélène Parisot 11 s 35 (PB)               |
| 200 m (vent : + 2,2 m/s)            | Paméra Losange 23 s 25                             | Helène Parisot 23 s 45                    | Diana Iscaye 23 s 50                      |
| 400 m                               | Amandine Brossier 52 s 53                          | Estelle Raffai 53 s 09                    | Léa Thery 53 s 46                         |
| 800 m                               | Léna Kandissounon 2 min 2 s 00                     | Clara Liberman 2 min 2 s 55               | Anaïs Bourgoin 2 min 2 s 56               |
| 1 500 m                             | Agathe Guillemot 4 min 22 s 69                     | Charlotte Mouchet 4 min 23 s 29           | Katia Delarche 4 min 23 s 60              |
| 5 000 m                             | Manon Trapp 15 min 49 s 12                         | Méline Rollin 16 min 20 s 69              | Alessia Zarbo 16 min 22 s 18 (SB)         |
| 100 mètres haies (vent : + 0,5 m/s) | Cyréna Samba-Mayela 12 s 68 (PB)                   | Laëticia Bapté 12 s 69 (PB)               | Awa Sene 13 s 11                          |
| 400 mètres haies                    | Louise Maraval 55 s 85                             | Camille Séri 56 s 00 (SB)                 | Méghane Grandson 57 s 36 (PB)             |
| 3 000 m steeple                     | Alice Finot 9 min 54 s 60                          | Flavie Renouard 9 min 55 s 51             | Asénath Etile 10 min 0 s 66 (PB)          |
| 10 km marche                        | Pauline Stey 44 min 42 s (PB, CR)                  | Clémence Beretta 45 min 38 s              | Camille Moutard 46 min 25 s               |
| Saut en hauteur                     | Solène Gicquel 1,89 m (=SB)                        | Nawal Meniker 1,87 m                      | Juliette Perez 1,85 m (SB)                |
| Saut à la perche                    | Margot Chevrier 4,61 m                             | Ninon Chapelle 4,51 m                     | Elina Giallurachis 4,21 m (SB)            |
| Saut en longueur                    | Rougui Sow 6,70 m (+ 6,3 m/s)                      | Éloyse Lesueur-Aymonin 6,49 m (+ 2,5 m/s) | Angelica Berriot 6,41 m (+ 1,8 m/s)       |
| Triple saut                         | Anne-Suzanna Fosther-Katta 13,80 m (+ 2,0 m/s, SB) | Ilionis Guillaume 13,63 m (+ 0,6 m/s)     | Jeanine Assani-Issouf 13,18 m (+ 0,9 m/s) |
| Lancer du poids                     | Christine Gavarin 15,49 m (SB)                     | Naomie Wuta 15,29 m                       | Alexandra Aubry 14,25 m                   |
| Lancer du disque                    | Mélina Robert-Michon 62,69 m                       | Marie-Josée Bovele-Linaka 55,41 m (PB)    | Yelena Mokoka 53,50 m (PB)                |
| Lancer du marteau                   | Alexandra Tavernier 70,80 m                        | Xena Ngomakete 67,49 m                    | Rose Loga 66,71 m                         |
| Lancer du javelot                   | Jöna Aigouy 58,12 m (PB)                           | Alizée Minard 57,34 m (SB)                | Jade Maraval 52,18 m                      |
| Heptathlon                          | Esther Condé-Turpin 6 182 pts                      | Auriana Lazraq-Khlass 6 153 pts           | Élisa Pineau 6 027 pts                    |

## Légende
Records et Performances
- AR : Record continental (area record)
- CR : Record des championnats (championship record)
- MR : Record du meeting (meet record)
- NR : Record national (national record)
- OR : Record olympique (olympic record)
- PR : Record paralympique (paralympic record)
- PB : Record personnel (personal best)
- SB : Meilleure performance personnelle de la saison (season's best)
- WL : Meilleure performance mondiale de l'année (world leader)
- WJR : Record du monde junior (world junior record)
- WR : Record du monde (world record)

Circonstances et Conditions
- DNF : N'a pas terminé (did not finish)
- DNS : N'a pas pris le départ (did not start)
- DQ : Disqualification (disqualification)
- NM : Aucun essai valable enregistré (No Mark)
- Q : Qualifié « directement » au prochain tour (ou à la prochaine compétition), lors d'une compétition majeure, grâce au classement ou à la réalisation des minima (automatic qualifier)
- q : Qualifié au prochain tour (ou à la prochaine compétition), lors d'une compétition majeure, grâce au repêchage ou à la réalisation de l'une des meilleures performances parmi celles des « non qualifiés directement » (grâce au meilleur temps ou à la meilleure distance par exemple) (secondary qualifier)